# Villers-aux-Érables
Villers-aux-Érables település Franciaországban, Somme megyében. Lakosainak száma 145 fő (2022. január 1.). Villers-aux-Érables Démuin, Domart-sur-la-Luce, Mézières-en-Santerre, Moreuil és Thennes községekkel határos.

## Népesség
A település népessége az elmúlt években az alábbi módon változott:
| Lakosok száma | 129  | 126  | 127  | 127  | 132  | 138  | 139  | 143  | 145  |
|               | 2013 | 2015 | 2016 | 2017 | 2018 | 2019 | 2020 | 2021 | 2022 |